# Atophoderes
Atophoderes es un género de coleópteros de la familia Anthribidae.

## Especies
Contiene las siguientes especies:
- Atophoderes acutangulus Kolbe, 1894
- Atophoderes anatinus Kolbe, 1894
- Atophoderes chiromelas Jordan, 1932
- Atophoderes chiromeles Jordan, 1932
- Atophoderes dorsalis Quedenfeldt, 1886
- Atophoderes miriclava Jordan, 1932